# Меоре-Гурипули
Меоре-Гурипули (груз. მეორე გურიფული) — село в Грузии, на территории Хобского муниципалитета края (мхаре) Самегрело-Верхняя Сванетия.

## География
Село находится в западной части Грузии, на левом берегу реки Хоби, на расстоянии приблизительно 1 километра (по прямой) к югу от города Хоби, административного центра муниципалитета. Абсолютная высота — 11 метров над уровнем моря.

## Население
По результатам официальной переписи населения 2014 года, в Меоре-Гурипули проживало 429 человек (210 мужчин и 219 женщин). В национальной структуре населения грузины составляли 100 %.
| Год  | Население, человек |
| ---- | ------------------ |
| 2002 | 542                |
| 2014 | ↘ 429              |